# Pesquera (Cistierna)
Pesquera es una pedanía y localidad española perteneciente al municipio de Cistierna, en la provincia de León, comunidad autónoma de Castilla y León. Está situado en la carretera CV-231-2.

## Historia
El primer registro escrito que menciona a Pesquera data de febrero de 1095 y proviene del Monasterio de San Pedro de Eslonza. En este documento se menciona que un hombre de nombre Veliti y su esposa Elvira cedieron varias propiedades al monasterio en dicha localidad. Durante este mismo periodo, se construyó en Pesquera un monasterio en honor a Santa Eulalia, probablemente perteneciente a la orden benedictina. Sin embargo, este monasterio no sobrevivió más allá del siglo XIII. Estaba situado fuera del pueblo, en una elevación camino a Santibáñez de Rueda, donde se han encontrado restos arqueológicos de muros y sepulturas medievales.
El estudio de los nombres de los lugares sugiere la existencia de dos asentamientos medievales que hoy en día han desaparecido. Uno de ellos, estaba situado en una zona conocida como el Barrio, cerca del antiguo monasterio, mientras que el otro, en un lugar llamado Los Villarines, se localizaba cerca del pueblo vecino de Modino. Pesquera formaba parte del Concejo de Rivesla, junto con las poblaciones de Vidanes, Valmartino y El Villar de la Bita, todas bajo la autoridad del Marqués de Astorga.

## Demografía
Tiene una población de 32 habitantes, con 17 hombres y 15 mujeres.

## Cultura
| Fecha                    | Festividad           |
| ------------------------ | -------------------- |
| Primer domingo de agosto | Fiesta del veranante |
| 12 de febrero            | Santa Eulalia        |